# Bermuda i olympiska vinterspelen 1998
Bermuda deltog med en deltagare vid de olympiska vinterspelen 1998 i Nagano. Landets deltagare erövrade ingen medalj.

## Rodel
- Patrick Singleton